# 有村莉彩
有村 莉彩（ありむら りさ、1999年1月6日 - ）は、日本の女優、モデル、アーティスト、アイドル、タレント。

## 所属ユニット
- アイドルユニット「POEM」結成初期メンバー（2013年 - 2014年10月）
- アイドルユニット「パツイチ☆モンスター」メンバー（2014年12月 - ）
- アイドルユニット「パツイチ☆モンスター TEAMパチ☆モン」リーダー（2015年7月5日 - ）
- 次世代型ソーシャルアイドル「notall」メンバー（2019年9月1日[1] - 2022年6月11日[2]）

## 出演
テレビ番組
- 仙台ノ学園文化祭実行委員会（ミヤギテレビ）準レギュラー
- パツイチ～一発当てたい～（2014年2月 - とちテレ）地上波自身初冠番組レギュラー
- 24時間テレビ 38th「愛は地球を救う」つなぐ 〜時を超えて笑顔を〜（2015年8月22・23日、日本テレビ）
- 幸せ！ボンビーガール（日本テレビ）
  - 再現ドラマ（2018年12月）レプロエンターテイメント タレント役
  - 再現ドラマ（2019年1月）トモミ役
- 全力坂（2021年３月16日あしがら坂、3月23日御岳坂、3月31日であい坂：テレビ朝日）
- フジテレビ系音楽番組「Love ｍusic」5月度エンディングテーマ
- 3DCGバーチャル音楽ライブ番組「WONDER WHEEL」（TOKYO MX 1）
- 音楽バラエティー番組「MIRAI系アイドルTV」（TOKYO MX、サンテレビ）
- 音楽情報番組「@JAM TV powered by LIVE DAM Ai」カラオケバトル優勝（日テレプラス）

その他
- 4D王シアター 全国上映作品『パツイチ☆モンスター CIRCUS!! PV』 - 主演
- 汐留ロコドル甲子園2015決勝戦独占中継特番（NOTTV）
- 日本テレビ主催『汐留ロコドル甲子園2015』CD
- スタースカウト総選挙 2016 FINAL（Zeep Namba） - ファイナリスト
- 第4回 アイドルソロクイーンコンテスト（2017年） - 東北大会初代グランプリ / 全国大会準決勝進出
- ラジオ「松原友希のアフタースクールらじお」（IBC岩手放送）
- 新聞「千葉日報」クローズアップ記事掲載
- 「ももいろクリスマス2019」さいたまスーパーアリーナ サテライトパーク「堀アキラ パート2」出演
- インターネット配信番組 notall×LINE LIVE Present「アイドル人狼」
- ラジオ 全国コミュニティFM107局放送番組「Treasure bottle」ゲスト出演
- WEB 今だから考える「がん」のこと on the web〜What We Can Do Now for the FUTURE !!〜 生徒役　コメンテーター
- イベント まけんグミフェス☆2020弐　出演
- 雑誌 楽遊IDOL PASSvol.15「アイドルパジャマアワード」
- 書籍「NOT ALL vol.001」創刊 (出版社：カンゼン Amazonランキング1位:サブカルチャー部門:2020年2月3日）
- 舞台「二度恋」（2020年11月14日：原宿クエストホール）主演
- 舞台「二度恋」再演（2020年12月27日:赤坂RED THEATER）主演
- イベント TOKYO IDOL PROJECT×@JAMニューイヤープレミアムパーティー2021
- WEB 実は患者さん・一般の人は「がん」のここがわからない〜医療従事者及び医療を学ぶ学生のためのがん医療セミナー2020〜 ゲスト出演
- WEB 大阪がん医療ウェブセミナー2021「なんでやねん！大阪がん医療ウェブセミナー」オール・アバウト・シリーズ ゲスト出演
- イベント @JAM EXPO 2020-2021　横浜アリーナ　出演
- 公開生配信番組 小さな国ちゃんねる Special配信『WAKU WAKU WORLD』 ゲスト出演
- 舞台「暴走中」オルタナティブシアター（2021年12月10－12日）主演
- CM 資生堂 SEA BREEZE 「青春のバトン」篇 - 出演
- MV 清水翔太「プロローグ feat.Aimer」出演　Saya役
- アーティスト支援プロジェクト「＃SAVE THE ARTIST」発足 notall×久保こーじ
- 広告 ビデオゲーム「ロードモバイル」大型広告　モデル

## 活動
- 2014.05.20 『東北NOW!』 - レギュラー出演
- 2014.07.20 『Girls News』 - 出演
- 2014.07.24 天神まつり - ゲスト出演
- 2014.07.27 TBC夏祭りイベント - 出演
- 2014.07.30 RADIO 3『マイタウンラジオ』 - ゲスト出演
- 2014.08.02 『シングル フィン オールスターズ』イベント - ゲスト出演
- 2014.08.17　ミヤギテレビ『仙台ノ学園文化祭実行委員会』 - レギュラー出演
- 2014.08.30　ミヤギテレビ『仙台ノ学園文化祭実行委員会』公開収録イベント - ゲスト出演
- 2014.09.04　『ディスカバー農山漁村の宝』受賞パーティー - ゲスト出演
- 2014.09.27　ミヤギテレビ『仙台ノ学園文化祭実行委員会』公開収録イベント - ゲスト出演
- 2014.09.28　『ストリートダンスフェスティバル2014』 - 出演
- 2014.09.29 ELMO COULEUR　情報解禁
- 2014.10.19　櫻岡大神宮　大例祭 - 出演
- 2014.11.01　ミヤギテレビ『仙台ノ学園文化祭実行委員会』公開収録イベント - ゲスト出演 POEM / ELMO COULEUR
- 2014.11.02　仙台新港　イベント - 出演
- 2014.11.08　『ラブフェスティバル』 - ゲスト出演
- 2014.11.30　『東北六景アイドルフェスティバル』 - 出演
- 2014.12.07　LABI仙台イベント - 出演
- 2015.01.15 『パツイチ～一発当てたい～』 レギュラー出演への決定発表
- 2015.01.18 『パツイチ～一発当てたい～』公開収録 - レギュラー出演
- 2015.01.18 『パツイチ☆モンスター』 - ライブ出演
- 2015.02.15　『Dawn of idol ＠NASU』 - ライブイベント出演
- 2015.03.28　『上州アイドル旋風祭vol.3』 - ライブイベント出演
- 2015.04.04　『TOKYO IDOL SHOWCASE』 - ライブイベント出演
- 2015.04.05　『Girls-natioN×LIVE-ATTACK!!』 - ライブイベント出演
- 2015.04.18　『えびすまつり』 - 出演
- 2015.04.19　『Girls-natioN×LIVE-ATTACK!!』 - ライブイベント出演
- 2015.04.26　『TOKYO IDOL SHOWCASE』 - ライブイベント出演
- 2015.06.15　『えびすまつりin赤坂BLITZ』 - ライブイベント出演
- 2015.07.05 『Girls-natioN×LIVE-ATTACK!!』 - ライブイベント出演
- 2015.07.12　『総合格闘技イベント　BOUNCE』 - ゲスト出演
- 2015.07.23　RADIO3『マイタウンラジオ』 - 出演
- 2015.07.25 4D王シアター 全国上映作品『パツイチ☆モンスターPV』 - 出演
- 2015.07.25 4D王シアター 全国上映作品『CIRCUS!!』 - 出演
- 2015.07.26　『汐留ロコドル甲子園2015　予選』 - イベント出演
- 2015.08.23 日本テレビ『24時間テレビ38th「愛は地球を救う」つなぐ～時を超えて笑顔を～』 - 出演
- 2015.08.30　日本テレビ主催『汐留ロコドル甲子園2015　決勝』 - 出演
- 2015.09.07 docomo スマートフォン向け全国放送コンテンツ NOTTV『汐留ロコドル甲子園2015決勝戦独占中継特番』 - 出演